# Saviore dell'Adamello
Saviore dell'Adamello là một đô thị trong tỉnh tỉnh Brescia thuộc vùng Lombardia, Ý. Đô thị này có diện tích 82 km², dân số 1159 người. Các đô thị giáp ranh gồm: Cevo, Daone, Edolo, Ponte di Legno, Sonico, Spiazzo.